# Ierodiacon
Ierodiacon (din slavă: ijerodijakonŭ, din greacă Ἱεροδιάκονος, transliterat: Ierodiakonos) în creștinismul ortodox răsăritean este un călugăr cu funcție de diacon. Termenul de ierodiacon se traduce ca „slujitor sacru (al lui Dumnezeu)”, în conformitate cu utilizarea adjectivului „sacru” la începuturile epocii Bizantine pentru tot ceea ce era considerat monahal.

## Rangurile diaconilor
Din punct de vedere al Tainelor, toți diaconii sunt egali între ei. Cu toate acestea, ei au rangul și slujesc în funcție de vechimea de la hirotonire.
La fel ca în cazul episcopilor și preoților, există diferite ranguri administrative printre diaconi. Un diacon în vârstă al unei catedrale sau al unei biserici importante poate primi titlul de protodiacon și pretinde prioritate atunci când slujește împreună cu alți diaconi. Diaconul șef numit pe lângă persoana unui episcop este numit arhidiacon. Un diacon care este și monah este numit ierodiacon.
În ierarhia din cadrul Bisericii, ierodiaconul are un rang inferior față de ieromonah sau de preot.

## Titlu și formule de adresare
Titlul complet al unui ierodiacon este ,,Părintele ierodiacon (nume)”, iar formulele de adresare pot fi: „Ierodiacon (nume)”, „Părinte ierodiacon (nume)” sau „Părinte ierodiacon”.